# スウェーデン海軍
スウェーデン海軍（スウェーデンかいぐん。スウェーデン語: Svenska marinen）は、スウェーデンの海軍。かつてはバルト海の覇権を握っていた。水上・水中部隊（Flottan）のほかに水陸両用部隊、アンフィービエコーレン (Amfibiekåren) も管轄下にある。

## 歴史

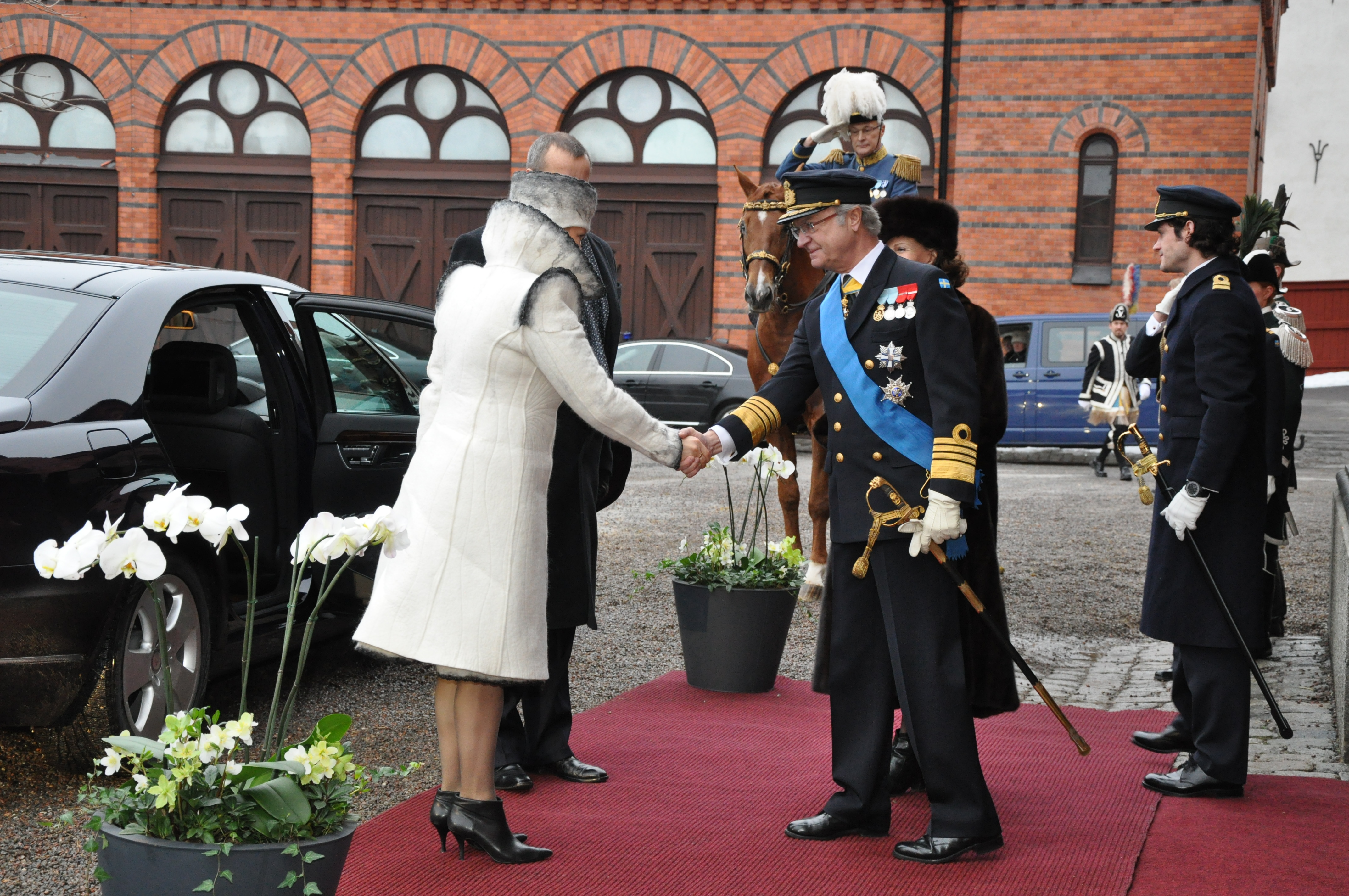
海軍の制服を着たカール16世グスタフ国王

スウェーデンについての最古の記録によると、古代ローマの歴史家タキトゥスの「ゲルマニア」に書かれた、「スイーオネース」の記録であろうと考えられている。タキトゥスによれば彼らスイーオネースはバルト海に浮かぶ島（当時スカンディナヴィア半島は島だと考えられていた）に住み、陸上戦力のみならず水軍を持ち、勢力を振るったと伝えられている。ヴァイキング時代は、武装船団を組み、バルト海沿岸やスラヴ系民族の居住地域へ進出したと見られている（ヴァリャーグ）。しかしスウェーデンの国家としての組織的な海軍の設立はまだこの頃にはなかった。
スウェーデン王国がカルマル同盟から離脱した後の1522年、グスタフ1世が、ハンザ同盟のリューベックから艦船を購入したところからスウェーデン海軍の歴史が始まる（正式な海軍設立は1544年）。初期の海軍はヴァーサに代表される船を運用しており、かなりの兵力を有していた。グスタフ世2世アドルフもスウェーデンを海軍大国にしようと努めていた。スウェーデン・ポーランド戦争では、1627年のオリヴァ沖でのポーランド海軍との戦闘がグスタフ2世アドルフ治世下の最大の海戦だが、この時は敗退している。しかし重要な海港ともいえるリガを征したことは、海軍の勢力を拡大させることに役立ったと言える。創設後の海軍は陸軍と連動し、北方七年戦争やトルステンソン戦争などでデンマーク海軍と争い、バルト海の覇権を握った（バルト帝国）。スウェーデン海軍は、植民地帝国を形成出来なかったが、同時代、デンマーク＝ノルウェーを形成していたデンマークとは、ほぼ同等の規模を擁していた。しかしながらスウェーデンの海軍力は持続出来ず、ヴァーサ王朝から代替わりしたプファルツ王朝下では更新されず、スウェーデンの実質的な植民地は、プファルツ王朝下で事実上消失してしまうこととなった。これはスウェーデンが海軍よりも陸軍を重視した大陸国家でもあったことが影響していた（軍事力をほぼ海軍に集中化出来たデンマークは海洋国家であり、スウェーデンとは正反対であった）。さらにバルト海での覇権を失ったデンマーク海軍の報復やプロイセン海軍の発展により、バルト海での覇権に軋みが生じるのである。特にスコーネ戦争では、海軍が壊滅的状況に陥ってしまう程であった。しかしその後カール11世の軍事改革によって海軍力は復活した。大北方戦争（1700年 - 1721年）初期では、この戦力の圧力によって北方同盟のデンマークに1709年まで中立化させることに成功した。
しかし、1714年にハンゲの海戦でロシア・ツァーリ国に敗れ、制海権を失うと同時にバルト海での覇権は次第にロシア海軍へと移っていった。この長期化した戦争で海軍は疲弊していった。以後、スウェーデンは専ら中立化を目指すようになった。陸軍及び海軍が増強に転じたのは、18世紀後半、グスタフ3世の治世下であった。そしてスウェーデンが最後に海戦を行ったのは、ロシア・スウェーデン戦争（1788年 - 1790年）であるスヴェンスクスンドの海戦である。この海戦で、スウェーデン海軍はロシア海軍（バルチック艦隊）に勝利している（この勝利の背景には、イギリス海軍から出向したシドニー・スミスなどのイギリス海軍軍人の働きも大きかった。グスタフ3世は彼らに小艦隊の指揮を任せ、また海軍に関する国王の主要なアドバイザーに任命している）。もっともロシア帝国軍の物量には敵わず、再びバルト海での覇を競うことはなかった。この時代は、グスタフ朝時代と呼ばれ、グスタフ3世が強国政策を行ったことで海軍は再び海外に目を向けることが出来るようになり、植民地も取得できたが、1792年にグスタフ3世が暗殺されたこともあって、再度中立化していくこととなる。1814年にスウェーデンはノルウェーと同君連合を組んだが、すでに組織化されていたノルウェー海軍は、陸軍など軍事や内政同様に自立したノルウェー政府の元に置かれ、スウェーデン海軍とは別々のものとして扱われた。
19世紀以後に成立したスウェーデンの国策、武装中立に則って海軍も重武装化を行っていった。それは国防を重視したものであった為、実際にスウェーデン海軍が、近代以降、他国と交戦した事は一度もない。
1902年には沿岸防衛陸上兵力である沿岸砲兵部隊(Kustartilleriet)が創設され、海軍全体の名称が Kangliga Flottan（王立艦隊）から Marinen となった。冷戦時代はソヴィエト海軍との戦いに備えて対潜能力の強化に腐心したが、冷戦終了後には沿岸砲兵部隊の削減を進めた。そして2000年には沿岸防備の削減に伴い、沿岸砲兵部隊(Kustartilleriet)は通常の海兵隊組織に近づき、アンフィービエコーレン (Amfibiekåren) に改名されて、海軍（Marinen）内の水陸両用軍団となっている。

## 組織
近年までスウェーデン海軍は海軍参謀総長（Chefen för Marinen）に海軍中将が充てられていたが、この職に代わって海軍総監（Marininspektören）が置かれている。
2009年時点で現役兵総員約3,100人、その内沿岸兵力が約600人、徴集兵については約600人。
海軍部隊は陸軍と同じ階梯形式で運用されている。
- 第1潜水小艦隊（1. ubflj）　在カールスクルーナ
- 第3水上戦小艦隊（3. sjöstridsflj）　在カールスクルーナ
- 第4水上戦小艦隊（4. sjöstridsflj）　在ハーニンゲ市ベルガ
- 第1水陸両用連隊（Amf 1）　在ハーニンゲ市ベルガ
- 海軍学校（SSS）　在ストックホルム郊外

## 階級
| 陸軍           | 兵           | 兵                            | 兵                            | 兵                            | 兵                            | 兵                   | 兵            | 兵                        | 専門士官                                         | 専門士官                                  | 専門士官            | 専門士官                       | 士官        | 士官          | 士官        | 士官                 | 士官                   | 士官          | 士官                 | 士官                | 士官                   | 士官         | 士官 |
| 陸軍           | OR-1         | OR-2                          | OR-2                          | OR-2                          | OR-2                          | OR-3                 | OR-4          | OR-5                      | OR-6                                             | OR-7                                      | OR-8                | OR-9                           | OF-1        | OF-1          | OF-2        | OF-3                 | OF-4                   | OF-5          | OF-6                 | OF-7                | OF-8                   | OF-9         |      |
| 陸軍           |              |                               |                               |                               |                               |                      |               |                           |                                                  |                                           |                     |                                |             |               |             |                      |                        |               |                      |                     |                        |              |      |
| 陸軍           |              |                               |                               |                               |                               |                      |               |                           |                                                  |                                           |                     |                                |             |               |             |                      |                        |               |                      |                     |                        |              |      |
| 陸軍           | 二等兵 Menig | 一等兵 Menig 1kl 線は年数の意 | 一等兵 Menig 1kl 線は年数の意 | 一等兵 Menig 1kl 線は年数の意 | 一等兵 Menig 1kl 線は年数の意 | 副伍長 Vice- korpral | 伍長 Korpral  | 軍曹 Sergeant             | 一等軍曹 Förste- Sergeant                        | 曹長 Fanjunkare                           | 上級曹長 Förvaltare | 連隊曹長 Regements- förvaltare | 少尉 Fänrik | 中尉 Löjtnant | 大尉 Kapten | 少佐 Major           | 中佐 Överste- löjtnant | 大佐 Överste  | 准将 Brigad- general | 少将 General- major | 中将 General- löjtnant | 大将 General |      |
| 海軍           | 兵           | 兵                            | 兵                            | 兵                            | 兵                            | 兵                   | 兵            | 兵                        | 専門士官                                         | 専門士官                                  | 専門士官            | 専門士官                       | 士官        | 士官          | 士官        | 士官                 | 士官                   | 士官          | 士官                 | 士官                | 士官                   | 士官         | 士官 |
| 海軍           | OR-1         | OR-2                          | OR-2                          | OR-2                          | OR-2                          | OR-3                 | OR-4          | OR-5                      | OR-6                                             | OR-7                                      | OR-8                | OR-9                           | OF-1        | OF-1          | OF-2        | OF-3                 | OF-4                   | OF-5          | OF-6                 | OF-7                | OF-8                   | OF-9         |      |
| 海軍           |              |                               |                               |                               |                               |                      |               |                           |                                                  |                                           |                     |                                |             |               |             |                      |                        |               |                      |                     |                        |              |      |
| 海軍           | 二等兵 Menig | 一等兵 Menig 1kl 線は年数の意 | 一等兵 Menig 1kl 線は年数の意 | 一等兵 Menig 1kl 線は年数の意 | 一等兵 Menig 1kl 線は年数の意 | 副伍長 Vice- korpral | 伍長 Korpral  | 軍曹 Sergeant             | 一等軍曹 Förste -styrman, -konstapel, -maskinist | 曹長 Flagg- styrman, konstapel, maskinist | 上級曹長 Förvaltare | 戦隊曹長 Flottilj förvaltare   | 少尉 Fänrik | 中尉 Löjtnant | 大尉 Kapten | 少佐 Örlogs- kapten' | 中佐 Komendör- kapten  | 大佐 Komendör | 准将 Flotilj- amiral | 少将 Konter- amiral | 中将 Vice- amiral      | 大将 Amiral  |      |
| 水陸 両用 軍団 | 兵           | 兵                            | 兵                            | 兵                            | 兵                            | 兵                   | 兵            | 兵                        | 専門士官                                         | 専門士官                                  | 専門士官            | 専門士官                       | 士官        | 士官          | 士官        | 士官                 | 士官                   | 士官          | 士官                 | 士官                | 士官                   | 士官         | 士官 |
| 水陸 両用 軍団 | OR-1         | OR-2                          | OR-2                          | OR-2                          | OR-2                          | OR-3                 | OR-4          | OR-5                      | OR-6                                             | OR-7                                      | OR-8                | OR-9                           | OF-1        | OF-1          | OF-2        | OF-3                 | OF-4                   | OF-5          | OF-6                 | OF-7                | OF-8                   | OF-9         |      |
| 水陸 両用 軍団 |              |                               |                               |                               |                               |                      |               |                           |                                                  |                                           |                     |                                |             |               |             |                      |                        |               |                      |                     |                        |              |      |
| 水陸 両用 軍団 |              |                               |                               |                               |                               |                      |               |                           |                                                  |                                           |                     |                                |             |               |             |                      |                        |               |                      |                     |                        |              |      |
| 水陸 両用 軍団 | 二等兵 Menig | 一等兵 Menig 1kl 線は年数の意 | 一等兵 Menig 1kl 線は年数の意 | 一等兵 Menig 1kl 線は年数の意 | 一等兵 Menig 1kl 線は年数の意 | 副伍長 Vice- korpral | 伍長 Korpral  | 軍曹 Sergeant             | 一等軍曹 Förste- Sergeant                        | 曹長 Fanjunkare                           | 上級曹長 Förvaltare | 連隊曹長 Regements- förvaltare | 少尉 Fänrik | 中尉 Löjtnant | 大尉 Kapten | 少佐 Major           | 中佐 Överste- löjtnant | 大佐 Överste  | 准将 Brigad- general | 少将 General- major | 中将 General- löjtnant | 大将 General |      |
| 空軍           | 兵           | 兵                            | 兵                            | 兵                            | 兵                            | 兵                   | 兵            | 兵                        | 専門士官                                         | 専門士官                                  | 専門士官            | 専門士官                       | 士官        | 士官          | 士官        | 士官                 | 士官                   | 士官          | 士官                 | 士官                | 士官                   | 士官         | 士官 |
| 空軍           | OR-1         | OR-2                          | OR-2                          | OR-2                          | OR-2                          | OR-3                 | OR-4          | OR-5                      | OR-6                                             | OR-7                                      | OR-8                | OR-9                           | OF-1        | OF-1          | OF-2        | OF-3                 | OF-4                   | OF-5          | OF-6                 | OF-7                | OF-8                   | OF-9         |      |
| 空軍           |              |                               |                               |                               |                               |                      |               |                           |                                                  |                                           |                     |                                |             |               |             |                      |                        |               |                      |                     |                        |              |      |
| 空軍           | 二等兵 Menig | 一等兵 Menig 1kl 線は年数の意 | 一等兵 Menig 1kl 線は年数の意 | 一等兵 Menig 1kl 線は年数の意 | 一等兵 Menig 1kl 線は年数の意 | 副伍長 Vice- korpral | 伍長 Korpral  | 軍曹 Sergeant             | 一等軍曹 Förste- Sergeant                        | 曹長 Fanjunkare                           | 上級曹長 Förvaltare | 戦隊曹長 Flottilj förvaltare   | 少尉 Fänrik | 中尉 Löjtnant | 大尉 Kapten | 少佐 Major           | 中佐 Överste- löjtnant | 大佐 Överste  | 准将 Brigad- general | 少将 General- major | 中将 General- löjtnant | 大将 General |      |
| 郷土 防衛 隊   | 兵と分隊長等 | 兵と分隊長等                  | 兵と分隊長等                  | 兵と分隊長等                  | 兵と分隊長等                  | 兵と分隊長等         | 兵と分隊長等  | 兵と分隊長等              | 兵と分隊長等                                     | 士官                                      | 士官                | 士官                           | 士官        |               |             |                      |                        |               |                      |                     |                        |              |      |
| 郷土 防衛 隊   | OR-1         | OR-2                          | OR-2                          | OR-2                          | OR-2                          | OR-4                 | OR-5          | OR-6                      | OR-7                                             | OF-1                                      | OF-1                | OF-2                           | OF-3        |               |             |                      |                        |               |                      |                     |                        |              |      |
| 郷土 防衛 隊   |              |                               |                               |                               |                               |                      |               |                           |                                                  |                                           |                     |                                |             |               |             |                      |                        |               |                      |                     |                        |              |      |
| 郷土 防衛 隊   |              |                               |                               |                               |                               |                      |               |                           |                                                  |                                           |                     |                                |             |               |             |                      |                        |               |                      |                     |                        |              |      |
| 郷土 防衛 隊   | 二等兵 Menig | 一等兵 Menig 1kl 線は年数の意 | 一等兵 Menig 1kl 線は年数の意 | 一等兵 Menig 1kl 線は年数の意 | 一等兵 Menig 1kl 線は年数の意 | 伍長 Korpral         | 軍曹 Sergeant | 一等軍曹 Förste- Sergeant | 曹長 Fanjunkare                                  | 少尉 Fänrik                               | 中尉 Löjtnant       | 大尉 Kapten                    | 少佐 Major  | なし          | なし        | なし                 | なし                   | なし          | なし                 | なし                |                        |              |      |

## 主要基地・施設
2004年の政府決定によりスウェーデン海軍は基地を一箇所に集約し、他の基地は閉鎖されるか機能を縮小させて分遣隊が配置される。
- カールスクルーナ海軍基地（MarinB。ブレーキンゲ県カールスクルーナにある戦闘艦艇の主要基地）

この他にムスコ（Muskö）、ベルガ、ヨーテボリ、ヴィスビュー、マルメおよびヘーノーサンドに分遣隊が置かれている。

### 海港
主な軍港。かつての海港も含む。
スウェーデン
- ストックホルム
- ヴィスビュー（ゴットランド）
- イェーテボリ
- カールスクローナ

フィンランド
- トゥルク
- ハンゲ（ハンコ）

リヴォニア（現ラトヴィア）
- リガ

ポンメルン（現ポーランド）
- シュチェチン

## 装備

### 艦艇
2011年6月現在。『Jane's Fighting Ships 2011-2012』より。
過去に就役した艦艇については「スウェーデン海軍艦艇一覧」を参照。
潜水艦
- A26型×0（2隻建造中）
- ゴトランド級×3

ゴトランド（Gotland） - 1996年
ウップランド（Uppland） - 1997年
ハッランド（Halland） - 1997年
- セーデルマンランド級×2

セーデルマンランド（Södelmanland） - 1989年
エステルイェトランド（Östergötland） - 1990年
コルベット
- ヴィスビュー級×3（2隻建造中）

ヴィスビュー（K31 Visby）
ヘルシングボリ（K32 Helsingborg） - 2009年
ヘーノーサンド（K33 Härnösand） - 2009年
ニーショーピング（K34 Nyköping） - 2012年就役予定
カールスタッド（K35 Karlstad） - 2013年就役予定
- イェーテボリ級×2

イェヴレ（K22 Gävle） - 1991年
スンズヴァル（K24 Sundsvall） - 1993年
哨戒艦
- カールスクローナ（P04 Carlskrona） - 1982年（元機雷敷設艦。2010年改装）

哨戒艇
- （SVK11 Östhammar） - 1985年
- タッパル級×12

タッパル（81 Tapper）、ダヤルヴ（82 Djärv）、ドリスティグ（83 Dristig）、ハンディグ（84 Händig）、トリグ（85 Trygg）、モーディグ（86 Modig）、フッティグ（87 Hurtig）、ラップ（88 Rapp）、ストルト（89 Stolt）、アーリグ（90 Ärlig）、ムンター（91 Munter）、オーラッド（92 Orädd）
- ジャガラン（V150 Jägaren） - 1972年
- ストックホルム級コルベット×2（2017年にコルベットから哨戒艇へ種別変更）
ストックホルム（K11 Stickholm） - 1985年
マルメ（K12 Malmö） - 1985年

揚陸艇
- 90H/90HS型×145　※ 高速艇としても運用

803-946、（947 Blätunga）
- LCM×9

603-606、608-610、653、657
- Transportbåt 2000型×2

451-452
- グリフォン8100TD型×3　※ ホバークラフト

302-304
- LCP×82

掃海用標的
- SAM型×5

SAM01-02、04、06-07
- コスター級[2]×5

コスター（M73 Koster） - 1986年
カレン（M74 Kullen） - 1986年
ヴィンガ（M75 Vinga） - 1987年
ヴェン（M76 Ven） - 1988年
ウルヴァン（M77 Ulvön） - 1992年
- MSF Mk.1型×1

（MRF01 Sökaren）
- スティーソ級×4

スティーソ（M11 Styrsö） - 1996年
スポーロ（M12 Spårö） - 1997年
スカフト（M13 Skaftö） - 1997年
ストルコ（M14 Sturkö） - 1997年
情報収集艦
- オリオン（A201 Orion） - 1984年
- アルテミス - 2024年[3]

DSRV
- URF

帆走練習艇
- グローダン（S01 Gladan） - 1947年　※ スクーナー形練習艇
- ファルケン（S02 Falken） - 1947年　※ スクーナー形練習艇

練習艇
- アルタイル級×5

アルタイル（A501 Altair）、アンタレス（A502 Antares）、アークトゥルス（A503 Arcturus）、アルゴ（A504 Argo）、アストレア（A505 Astrea）
支援艦
- トゥロースシォー（A264 Trossö） - 1984年
- （A344 Loke） - 1994年

支援艇
- Arkösund級×2

グロントスンド（15 Grundsund）、フロスンド（18 Fårösund）
- 各型×16

662-677
サルベージ船
- （20 Furusund） - 1983年

水中作業母船
- アギール（A212 Ägir）

潜水艦救難艦
- ベロース3（A214 Belos III） - 1982年

魚雷揚収艇
- ペリコーネン（A247 Pelikanen） - 1963年

曳船
- Heros級×2

（A322 Heros）、（A324 Hera）
- 各型×9

A702-705、751、753-756

### 沿岸警備隊
2011年6月現在。『Jane's Fighting Ships 2011-2012』より。
巡視艇
- KBV201級×2

KBV201-202
- KBV001級×3

（KBV201 Poseidon）、（KBV202 Triton）、（KBV203 Amfitrite）
- KBV101級×1

KBV103
- KBV288級×3

KBV288-290
- KBV281級×5

KBV282-283、285-287
- KBV181
- KBV301級×11

KBV301-311
- KBV591級×2　※ ホバークラフト

KBV592-593
警備艇
- KBV312級×0（5隻建造中）
- 各種×130

KBV401-408、他122隻
Pollution Control Craft
- 各種×8

KBV005、010、045-048、050-051
多目的艇
- KBV031級×0（4隻建造中）

KBV031-032 - 2011年就役予定
KBV033-034 - 2012年就役予定

### 政府所有船
2011年6月現在。『Jane's Fighting Ships 2011-2012』より。
調査船
- （Scandica）
- （Ocean Surveyor）
- （Johan Månsson）
- （Nils Strömcrona）

### 航空機
2011年6月現在。『Jane's Fighting Ships 2011-2012』より。ヘリコプターについては国軍ヘリコプター航空団（sv:Helikopterflottiljen）に統合されている。
回転翼機
- アグスタA109LUHS（HKP-15）汎用ヘリコプター × 20機
- NHインダストリー NH90（HKP-14）汎用ヘリコプター × 18機
- en:SAGEM Sperwer戦術無人機 × 3機[4]

## 旗

?軍旗・軍艦旗・国籍旗
海軍大将旗（階級旗）
海軍中将旗（階級旗）
海軍少将旗（階級旗）
海軍准将旗（階級旗）